# John Kennedy Toole
John Kennedy Toole (17. prosince 1937, New Orleans – 26. března 1969, Biloxi) byl americký spisovatel známý především jako autor románu Spolčení hlupců.

## Život
Své dětství prožil na okraji New Orleansu pod vlivem své dominantní matky Thelmy Ducoing Toole. V New Orleansu také absolvoval Tulenskou univerzitu. V té době – ve svých šestnácti letech – napsal svůj první román Neónová bible. Po dokončení Tulenské univerzity pokračoval v magisterském studiu na Kolumbijské univerzitě. Dále asi rok působil jako asistent profesora anglistiky na Jihozápadní univerzitě v Louisianě. Poté začal vyučovat v New Yorku na Hunterské střední škole a souběžně dělal doktorát na Kolumbijské univerzitě. Studium nedokončil, protože byl roce 1961 povolán do armády. Vojenskou službu absolvoval v Portoriku jako učitel angličtiny pro španělsky mluvící rekruty. Po ukončení služby v armádě se Tool vrátil do New Orleans, kde učil na Dominikánské koleji. Doktorandské studium nakonec dokončil na výbornou na Tulenské univerzitě.
Po svém návratu z armády Toole často pobýval v New Orleans ve Francouzské čtvrti, jejíž prostředí tvoří kulisu jeho nejznámějšího románu Spolčení hlupců. Inspiraci pro tento román také čerpal, když byl krátce zaměstnán v továrně na výrobu oděvů, nebo když pomáhal svému příteli prodávat na ulici párky.
Spolčení hlupců dokončil v roce 1967. Dílo nabídl nakladatelství Simon and Schuster, které ho však jako nezajímavé odmítlo. Toole po odmítnutí knihy nakladatelstvím propadl depresi, která vyvrcholila 26. března 1969, kdy spáchal sebevraždu pomocí hadice připojené na výfuk svého auta.

## Dílo
John Kennedy Toole se za svůj život nedočkal vydání ani jednoho ze svých dvou románů. Prvního vydání jeho nejslavnějšího – Spolčení hlupců (A Confederacy of Dunces) dosáhla jeho matka až v roce 1980. Román si ve světě získal značnou popularitu, bylo prodáno více než 1,5 miliónů výtisků a byl přeložen do 18 jazyků. V roce 1981 byl oceněn Pulitzerovou cenou.
I díky těmto úspěchům byl v roce 1989 vydán i jeho první román Neónová bible (The Neon Bible), který napsal ve svých šestnácti letech. Tento román ale takové popularity nedosáhl.

### České překlady
- Spolčení hlupců, přeložil Jaroslav Kořán, Praha, Odeon, 1985, 1989; Praha, Argo, 1995, 2016, 2019
- Neónová bible, přeložili Jiří Bičiště a Eva Slámová, Praha, Argo, 1994, 2004, 2010